# 杨家岩街道
杨家岩街道，是中华人民共和国四川省广元市利州区曾经下辖的一个街道。

## 行政区划
杨家岩街道下辖以下地区：
东区社区、西区社区和杨柳村。